# Torslanda distrikt
Torslanda distrikt är ett distrikt i Göteborgs kommun och Västra Götalands län. 
Distriktet ligger i nordvästra Göteborg.

## Tidigare administrativ tillhörighet
Distriktet inrättades 2016 och utgörs av en del av området Göteborgs stad omfattade till 1971, delen som före 1967 utgjorde Torslanda socken.
Området motsvarar den omfattning Torslanda församling hade vid årsskiftet 1999/2000.